# شیخ‌سرجین
شیخ‌سرجین یکی از روستاهای استان آذربایجان شرقی است که در دهستان ملایعقوب بخش مرکزی شهرستان سرآب واقع شده‌است. جمعیت تقریبی این روستا حدود ۳۱۸ نفر می‌باشد. روستای شیخ سرجین متشکل از دوبخش خیردا (کوچک) و بیوک (بزرگ) تشکیل شده است.